# Harold Arthur Prichard
Harold Arthur Prichard (Londres, 1871 − 1947) va ser un filòsof anglès, fill gran de Walter Stennett Prichard (un advocat) i la seva esposa Lucy. Harold Prichard era un erudit de Clifton College on va guanyar una beca per a estudiar matemàtiques. Però després, va estudiar història antiga i filosofia.
Va sostenir que la filosofia moral descansava principalment en el desig d'oferir arguments, a partir de premisses no normatives, els principis de l'obligació que hem d'acceptar, com el principi que un ha de complir que no s'ha de robar. Això és un error, segons ell, no només perquè és impossible obtenir cap declaració sobre el que s'ha de fer a partir de declaracions no relatives a l'obligació (fins i tot declaracions sobre el que és bo), i perquè no hi ha necessitat de fer-ho des de principis de sentit comú de l'obligació moral.

## Obres principals
- Kant's Theory of Knowledge, (1909)
- "Does Moral Philosophy Rest on a Mistake?" Mind 21 (1912): 21-37.
- Moral Obligation (Londres, 1949; 1968)
- Knowledge and Perception, Essays and Lectures (Londres, 1950)